# Michael Hart (wioślarz)
Michael John „Mike” Hart (ur. 24 października 1951) – brytyjski wioślarz, srebrny medalista olimpijski i czterokrotny medalista mistrzostw świata.

## Kariera
Kształcił się w Peterhouse College University of Cambridge. Dwukrotnie brał udział w The Boat Race, zwyciężając w latach 1972 i 1973.
Wystąpił na igrzyskach olimpijskich w Monachium w 1972, gdzie w dwójkach ze sternikiem zajął ósme miejsce. Na rozgrywanych cztery lata później igrzyskach olimpijskich w Montrealu razem z Chrisem Baillieu zdobył srebrny medal w dwójkach podwójnych. W finale o 2,06 sekundy przegrali z osadą Norwegii, a o 2,19 sekundy wyprzedzili dwójkę NRD. 
W dwójkach podwójnych zdobył też złoto na mistrzostwach świata w Amsterdamie (1977), srebro na mistrzostwach świata w Cambridge (1978) oraz brąz na mistrzostwach świata w Lucernie (1974) i mistrzostwach świata w Nottingham (1975). Ponadto wywalczył brązowy medal w tej konkurencji na mistrzostwach Europy w Moskwie (1973). 
W 1977 odznaczony Orderem Imperium Brytyjskiego.
Był dwukrotnie żonaty: w 1976 wziął ślub z wioślarką Pauline Bird, a następnie z Valerie Winckless, której córka, Sarah Winckless także została wioślarką. Razem z Valerie doczekał się dwójki dzieci.